# France Assos Santé
 (juillet 2020).
 (juin 2020).
France Assos Santé ou Union Nationale des Associations Agréées du Système de Santé (UNAASS) est une organisation interassociative créée en mars 2017 à la suite de la loi n°2016-41 du 26 janvier 2016 relative à la modernisation du système de santé. Elle a pour mission de représenter les patients et les usagers du système de santé en France.

## Histoire

### Collectif Interassociatif Sur la Santé (CISS)
Dès 1996 des associations d’usagers du système de santé se regroupent au sein du Collectif Interassociatif Sur la Santé (CISS) pour représenter leurs intérêts et former des représentants des usagers qui siègent au sein des instances hospitalières et de santé publique. Le collectif réunit une quarantaine d’associations qui représentent les malades, les personnes en situation de handicap, les personnes âgées et les consommateurs.   
Les membres du CISS participent à des groupes de travail sur l’amélioration de la prise en charge des usagers et leur place dans le système de santé. Le collectif intervient notamment sur :      
- La loi n° 2002-303 du 4 mars 2002[4] sur le droit des malades et la qualité du système de santé dont le droit à l’information et au consentement des patients, l’indemnisation des accidents médicaux et l’aléa thérapeutique.
- La loi n° 2004-810 du 13 août 2004[5] liée à l'assurance maladie
- La loi n° 2004-806 du 9 août 2004[6] relative à la politique de santé publique

En 2004, le Collectif Interassociatif Sur la Santé devient une association loi de 1901 et se compose de délégations régionales à partir de 2006. 
L’action du collectif rejoint le développement en France de la « démocratie sanitaire » et le renforcement de la représentation des usagers dans les instances de santé aux niveaux local, régional, national.

### France Assos Santé
La loi n°2016-41 de 2016 liée à la modernisation du système de santé inscrit dans son premier article la création d’une Union Nationale des Associations Agréées du Système de Santé (UNAASS) dont la mission est officiellement inscrite dans le code de la santé publique.  
En 2017, le CISS devient France Assos Santé et poursuit sa mission de représentation des patients et du développement la démocratie en santé. Le cadre et la mission de l’UNAASS sont fixés par le décret n°2017-09 du 26 janvier 2017 et par l’arrêté du 24 avril 2017.
L'association participe en 2020 aux concertations du Ségur de la Santé et fait 94 propositions pour participer à la construction d'un nouveau système de santé.

## Organisation
France Assos Santé fonctionne sous le régime de la loi de 1901 et dispose de sources de financement provenant principalement de l’Assurance Maladie et de diverses subventions publiques.
Elle fonctionne avec une assemblée générale, un conseil d'administration, un bureau et une direction générale.
Au niveau régional, la loi de modernisation du système de santé prévoit la possibilité de créer des délégations régionales appelées Unions Régionales des Associations Agrées du Système de Santé (URAASS). Les URAASS représentent l’UNAASS sur tous les territoires en France métropolitaine et Outre-mer.

## Mission
La mission de France Assos Santé s’articule autour de 4 axes.

### Formation des représentants des usagers[12]
Les représentants des usagers (RU) sont des membres d’associations agréées de santé qui sont mandatés pour siéger dans les instances hospitalières et de santé, au sein de l’Assurance Maladie et des commissions.
Leur mission a été définie par différents textes, notamment par la loi du 4 mars 2002 relative aux droits des malades et à la qualité du système de santé et l’ordonnance du 24 avril 1996 et la loi du 9 août 2004.

### Garantir le bon fonctionnement et l’équité du système de santé
En s’appuyant sur des études liées aux questions de santé et sur les remontées des usagers et professionnels de santé, France Assos Santé analyse le système de santé : assurance maladie, offre de soin, médicament,, etc.

### Informer les usagers du système de santé
- Ligne Santé Info Droits : Santé Info Droits[19] est une ligne d’information juridique et sociale en lien avec les problématiques de santé, créée en novembre 2006 par le Collectif Interassociatif sur la Santé. Elle traite environ 10 000 sollicitations par an sur : le droit des malades, l’accès aux soins, la prise en charge, la protection en cas d’arrêt de travail ou d’invalidité, l’assurance emprunteur ou encore les questions liées au handicap, au grand âge ou à la dépendance, etc.
- 66 Millions d’IMPatients : Le magazine 66 Millions d’IMPatients regroupe des articles, dossiers ou des enquêtes sur les thèmes de la santé destinés aux usagers du système de santé : prévention, prise en charge, risques environnementaux, offre de soins et tarification, etc.

### Faire évoluer le contexte législatif et règlementaire
France Assos Santé représente les droits des usagers auprès des pouvoirs publics à travers des constats et des revendications visant à améliorer l’accueil et la prise en charge des patients.
Les associations d'usagers regroupées dans France Assos Santé ont contesté la hausse des franchises médicales.

## Lien web
- « Les associations membres de France Assos Santé »